# Vönöck, Vas
Vönöck  este un sat în districtul Celldömölk, județul Vas, Ungaria, având o populație de 788 de locuitori (2011). 

## Demografie
Componența etnică a satului Vönöck
     Maghiari (97,63%)
     Necunoscut (0,55%)
     Alții (1,82%)
Componența confesională a satului Vönöck
     Romano-catolici (30,71%)
     Luterani (27,41%)
     Necunoscută (40,1%)
     Alte religii (1,78%)
Conform recensământului din 2011, satul Vönöck avea 788 de locuitori. Din punct de vedere etnic, majoritatea locuitorilor (97,63%) erau maghiari. Apartenența etnică nu este cunoscută în cazul a 0,55% din locuitori. Nu există o religie majoritară, locuitorii fiind romano-catolici (30,71%) și luterani (27,41%). Pentru 40,1% din locuitori nu este cunoscută apartenența confesională.